# Kudłaczewo
 (avril 2021).
Si vous disposez d'ouvrages ou d'articles de référence ou si vous connaissez des sites web de qualité traitant du thème abordé ici, merci de compléter l'article en donnant les références utiles à sa vérifiabilité et en les liant à la section « Notes et références ».
Kudłaczewo (prononcé en polonais : [kudwaˈt͡ʂɛvɔ]) est un village polonais de la gmina de Wąsosz dans le powiat de Grajewo et dans la voïvodie de Podlachie. Il se situe à environ 8 kilomètres au nord-est de Wąsosz, à 12 kilomètres au sud de Grajewo et à 70 kilomètres au nord-ouest de Białystok. 